# Hamiyet
Die osmanische Zeitschrift Hamiyet (osmanisch حميت İA Ḥamīyet, deutsch ‚patriotischer Eifer‘) erschien 1886 in insgesamt 17 Ausgaben in Istanbul.